# コアオバト
コアオバト（小青鳩、学名:Treron vernans）は、アオバト属に分類されるハトの一種である。

## 分布
インドネシア、マレーシア、シンガポール、ブルネイ、フィリピン、タイ南部、カンボジア、ベトナム南部。

## 形態
全長27センチメートル。雄は頭部灰色で胸はオレンジがかり、翼は淡い緑色。雌は全体的に緑色。虹彩は赤色。

## 生態
森林に生息する。都市部の公園でもよく見られ、東南アジアでは一般的な種。